# Семёновский проезд
Семёновский прое́зд — проезд в Восточном административном округе города Москвы на территории района Соколиная Гора.

## История
Проезд получил своё название в 1985 году по примыканию к улице Семёновский Вал.

## Расположение
Семёновский проезд проходит от проспекта Будённого на юго-запад и примыкает к улице Семёновский Вал, который через Семёновский путепровод соединяется с улицей Госпитальный Вал. Между Семёновским проездом, улицей Семёновский Вал, Большой Семёновской улицей, Измайловским шоссе и проспектом Будённого расположен парк на месте бывшего Семёновского кладбища.

## Примечательные здания и сооружения
По нечётной стороне:
По чётной стороне:

## Транспорт

### Автобус
- 730: от проспекта Будённого до улицы Семёновский Вал.

### Электробус
- т88: от Семёновского проезда до Большой Семёновской улицы.

### Трамвай
- 32: от проспекта Будённого до улицы Семёновский Вал и обратно.
- 46: от проспекта Будённого до улицы Семёновский Вал и обратно.

### Метро
- Станция метро «Семёновская» Арбатско-Покровской линии — севернее проезда, на Семёновской площади.
- Станции метро «Электрозаводская» Арбатско-Покровской линии и «Электрозаводская» Большой кольцевой линии (соединены переходом) — северо-западнее проезда, на Большой Семёновской улице.

### Железнодорожный транспорт
- Платформа Электрозаводская Рязанского направления Московской железной дороги — северо-западнее проезда, на Большой Семёновской улице.